# Kalina Wielka (gromada)
Kalina Wielka – dawna gromada, czyli najmniejsza jednostka podziału terytorialnego Polskiej Rzeczypospolitej Ludowej w latach 1954–1972.
Gromady, z gromadzkimi radami narodowymi (GRN) jako organami władzy najniższego stopnia na wsi, funkcjonowały od reformy reorganizującej administrację wiejską przeprowadzonej jesienią 1954 do momentu ich zniesienia z dniem 1 stycznia 1973, tym samym wypierając organizację gminną w latach 1954–1972.
Gromadę Kalina Wielka z siedzibą GRN w Kalinie Wielkiej utworzono – jako jedną z 8759 gromad na obszarze Polski – w powiecie miechowskim w woj. krakowskim, na mocy uchwały nr 24/IV/54 WRN w Krakowie z dnia 6 października 1954. W skład jednostki weszły obszary dotychczasowych gromad Kalina Wielka, Śladów, Rędziny-Borek, Grzymałów i Raszówek ze zniesionej gminy Racławice w tymże powiecie. Dla gromady ustalono 23 członków gromadzkiej rady narodowej.
31 grudnia 1959 do gromady Kalina Wielka przyłączono wieś Giebułtów ze zniesionej gromady Giebułtów.
30 czerwca 1960 z gromady Kalina Wielka wyłączono wieś Giebułtów włączając ją do gromady Książ Wielki.
31 grudnia 1961 do gromady Kalina Wielka przyłączono wsie Janowice i Maciejów ze zniesionej gromady Ilkowice.
1 stycznia 1969 do gromady Kalina Wielka przyłączono z powrotem wieś Giebułtów z gromady Książ Wielki.
27 stycznia 1969 do gromady Kalina Wielka przyłączono wieś Kalina Mała z gromady Miechów.
Gromada przetrwała do końca 1972 roku, czyli do kolejnej reformy gminnej.